# Ahmed Mouici
Ahmed Mouici (ur. 9 lipca 1963 w Chambéry, w regionie Rodan-Alpy, w departamencie Sabaudia) – francuski wokalista algierskiego pochodzenia.

## Życiorys
Przyszedł na świat jako jedno z siedmiorga dzieci Algierczyków, ma trzech braci i trzy siostry. W październiku  1990 roku wraz z grupą Pow woW koncertował w kilku klubach w Paryżu. Trzy lata potem ukazała się płyta zespołu Pow woW pt. „Regagner les plaines” (1993, wyd. Island/Remark). W 1998 roku rozpoczął karierę solową.
W latach 2000–2002 odtwarzał rolę Ramzesa II w musicalu Dziesięć przykazań (Les Dix Commandements), który odniósł fenomenalny sukces we Francji, Belgii i Szwajcarii, zakończony w styczniu 2003 w Bercy, Japonii (marzec 2005) i Korei (kwiecień 2006).
W 2003 roku odniósł sukces muzyczny przebojem „Regarde-moi” (Spójrz na mnie). W 2005 roku jego solowy album „Ahmed Mouici” sprzedał się w ilości 50.000 egzemplarzy.

## Dyskografia

### Albumy
- 1993: Regagner les plaines z grupą Pow Wow (wyd. Island/Remark)
- 1993: Comme un guetteur
- 1996: Pow Wow
- 1996: Quatre
- 2000: Les Dix Commandements (wyd. Mercury);
utwory:
A chacun son rêve z Danielem Lévi
Sans lui z Ginie Line
C'est ma volonté z Ja’el Na’im
A chacun son glaive z Danielem Lévi
Mon frère z Danielem Lévi
L'envie d'aimer z Danielem Lévi
- 2003: Ahmed Mouici
- 2007: La Caravane Des Enfoirés (wyd. Universal Licensing Music)

### Single
- 2001: Mon frère w duecie z Danielem Lévi
- 2003: Regarde-moi